# Born 2 Rap
Albums de The Game
1992
(2016)
Singles
1. West Side
Sortie : 21 juin 2019
2. Stainless
Sortie : 1er novembre 2019

Born 2 Rap est le neuvième album studio du rappeur américain The Game, sorti en 2019. L'artiste le présente comme le dernier de sa carrière.

## Liste des titres
Crédits adaptés de Tidal et Apple Music
| 1.    | City of Sin (featuring Ed Sheeran)                          | - Cash Jones - Ed Sheeran - Jayceon Taylor - Stanley Benton                                                                | - Buddah - Titus E Johnson                                                                               | 1:44 |
| 2.    | No Smoke (featuring Miguel & Travis Barker)                 | - Jones - Taylor - Miguel - Benton                                                                                         | - Nabeyin - Travis Barker - Authentikbeatz - Wallis Lane - Prince Productions                            | 3:20 |
| 3.    | Five Hundred Dollar Candles (featuring Dom Kennedy)         | - Jones - Dom Kennedy - Taylor - Benton                                                                                    | - Mike Wavvs - Prince Productions - WallisLane                                                           | 4:48 |
| 4.    | The Light                                                   | - Bruce Malament - Jones - Taylor - Norman William Harris - Robert Caldwell - Benton                                       | Tec Beatz                                                                                                | 3:19 |
| 5.    | Carmen Electra (featuring Mozzy, Osbe Chill & Tobi)         | - Jones - Christopher Martin - Taylor - Michael D'Angelo Archer - Osbe Chill - Benton - Timothy Patterson - Tobi           | Tec Beatz                                                                                                | 4:16 |
| 6.    | Dead Homies (featuring Red Café)                            | - Jones - Taylor - Red Café - Benton                                                                                       | - Mike Wavvs - Prince Productions - Reske - Lane                                                         | 2:53 |
| 7.    | Gold Daytonas (featuring Dom Kennedy)                       | - Jones - James Bedford - Taylor - Roy Ayers - Benton - Sylvia Striplin                                                    | - Chris “Big Duke” Malloy - Prince Productions - WallisLane                                              | 2:37 |
| 8.    | West Side                                                   | - Jones - Benton - Taylor - Johnson                                                                                        | - Prince Productions - Chris “Big Duke” Malloy - wallisLane                                              | 2:50 |
| 9.    | 40 Ounce Love (featuring Just Liv)                          | - Jones - Elbernita Clark - Taylor - Just Liv - Benton - Titus E Johnson                                                   | Tec Beatz                                                                                                | 2:58 |
| 10.   | Gucci Flip Flops                                            | - Jones - David Willis - Taylor - Lonnie Liston - Nasir Jones - Peter O. Phillips - Shawn Carter - Benton - Terry Holloway | Swizz Beatz                                                                                              | 3:43 |
| 11.   | Born 2 Rap                                                  | - Jones - Taylor - Benton - Johnson                                                                                        | - Tec Beatz - Chris “Big Duke” Malloy - Titus Johnson                                                    | 3:51 |
| 12.   | Welcome Home (featuring Nipsey Hussle)                      | - Jones - Taylor - Lamont Dozier - Benton - Ermias Asghedom                                                                | Bongobytheway                                                                                            | 4:34 |
| 13.   | Help Me (interlude) (featuring Sly)                         | - Taylor - Sly Jordan | Sly | 2:18 |
| 14.   | I Didn't Wanna Write This Song (featuring Marsha Ambrosius) | - Jones - Kennedy - Taylor - Larry Blackmon - Marsha Ambrosius - Benton                                                    | Focus...                                                                                                 | 4:22 |
| 15.   | The Code (featuring 21 Savage)                              | - Chris “Big Duke” Malloy - Jones - Taylor - Jerry Strickland - Reuben Bell - She'yaa Bin Abraham-Joseph - Benton          | - Chris “Big Duke” Malloy - Prince Productions - Tec Beatz - Titus Johnson - Bongo ByTheWay - Mike Lowry | 5:49 |
| 16.   | Stay Down (featuring Bryson Tiller)                         | - Big Duke - Bryson Tiller - Jones - Taylor - Mike Zombie - Benton - Titus                                                 | - Chris “Big Duke” Malloy - Mike Zombie - Titus Johnson                                                  | 3:36 |
| 17.   | Hug the Block                                               | - Jones - Taylor - Just Liv - Benton                                                                                       | - Nabeyin - Prince Productions - Lane                                                                    | 4:58 |
| 18.   | Ask For Me                                                  | - Jones - Taylor | - DJ Khalil                                                                                              | 2:38 |
| 19.   | Stainless (featuring Anderson .Paak)                        | - Brandon Paak Anderson - Jones - Chris “Big Duke” Malloy - Taylor                                                         | Chris “Big Duke” Malloy                                                                                  | 4:00 |
| 20.   | Gangstas Make The Girls Go Wild (featuring Chris Brown)     | - Jones - Chris Brown - Taylor - Linda Creed - Benton - Thomas Bell                                                        | - Chris “Big Duke” Malloy - Titus Johnson - WallisLane                                                   | 2:48 |
| 21.   | Blood Thicker Than Water (featuring Trey Songz)             | - Jones - Taylor - Roscoe Corner - Benton - Tremaine Neverson                                                              | - Streetrunner - Azzouz                                                                                  | 3:48 |
| 22.   | Rewind II                                                   | - Jones - Taylor - Brenton                                                                                                 | Chris “Big Duke” Malloy                                                                                  | 2:25 |
| 23.   | One Life (featuring J. Stone & Masego)                      | - Jones - J. Stone - Taylor - Masego - Nina Simone - Benton                                                                | wallisLane                                                                                               | 5:14 |
| 24.   | Cross on Jesus Back (featuring D Smoke)                     | - Jones - Taylor - Daniel Anthony Farris                                                                                   | - Chris “Big Duke” Malloy - Mike Zombie - WallisLane                                                     | 3:29 |
| 25.   | Roadside (featuring Ed Sheeran)                             | - Jones - Taylor - Benton - Tyrone Lindo                                                                                   | Ed Sheeran                                                                                               | 3:54 |
| 90:12 |                                                             | | |      |

## Samples
- Gucci Flip Flops contient un extrait vocal de Jay-Z tiré du documentaire Fade to Black (2004)[4].
- Stainless contient un sample de Winter Sadness de Kool and the Gang.
- Welcome Home contient un sample de Shine de Lamont Dozier.
- Gold Daytonas contient un sample de You Can't Turn Me Away de Sylvia Striplin.
- The Light contient un sample de Open Your Eyes de Bobby Caldwell.
- I Didn't Wanna Write This Song contient un sample de Two of Us de Cameo.
- Carmen Electra contient un sample de Devil's Pie de D'Angelo.
- Hug the Block contient un sample de Selfish de Slum Village feat. Kanye West.
- Stay Down contient un sample de Still Not a Player de Big Pun feat. Joe.
- Rewind II contient un sample de Rewind de Nas.